# Ghourd (dune)
Un ghourd (plur. oghroud ou ghourds) est une dune pyramidale, étoilée, dominante et formée par des convergences de siouf. Ces dunes naissant à la convergence de plusieurs flux éoliens paraissent immobiles. Ces édifices issus de l'accumulation éolienne peuvent dépasser 200–300 m de haut (jusqu'à 400 m dans l'Issaouane N'Tiffernine, Sahara algérien). Au pied d'un ghourd, on trouve des dépressions appelées « chaudrons » (ou « caoudeyres »). Les ghourds font partie des plus grands édifices dunaires de la planète.
En géomorphologie dynamique, ils font partie des modelés éoliens ou encore des formations superficielles sableuses du domaine aride ou semi-aride.

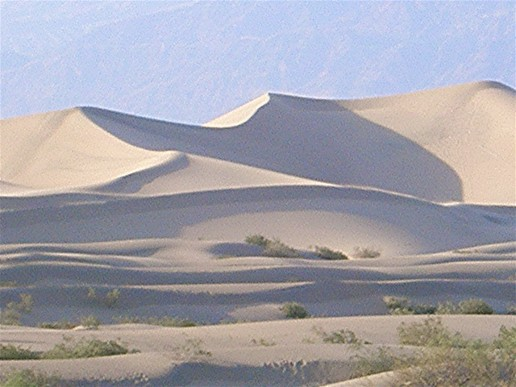
Dunes en étoile de la vallée de la Mort, Californie

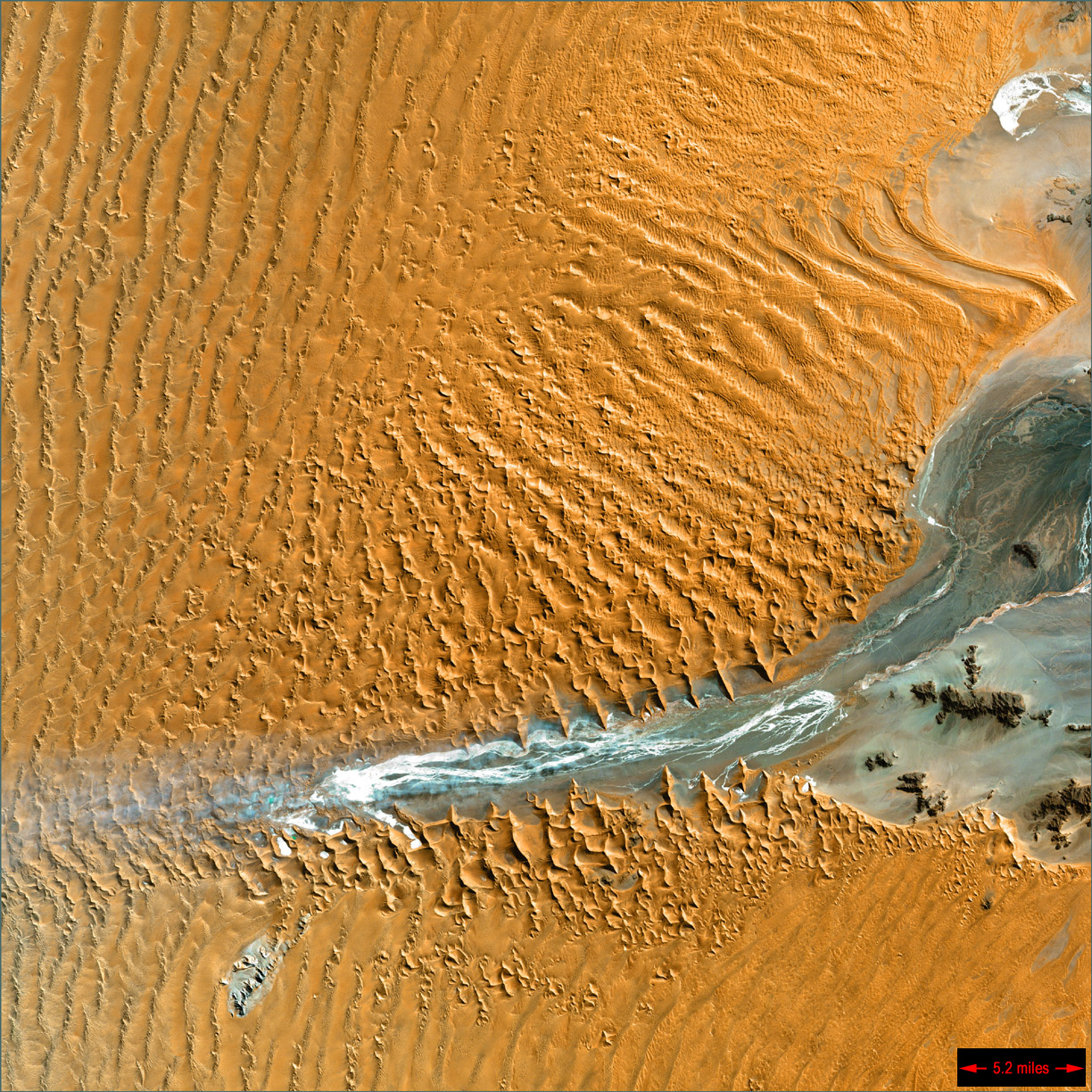
Erg avec dunes en étoile dans le désert de Namibie (image Landsat 7, NASA, 2000).

## Synonymes
Le terme, d'origine arabe (Sahara), appartient au vocabulaire de la géomorphologie et plus précisément du système éolien.
Autres appellations : pour les Touaregs edjédé et selon les secteurs du Sahara, rhoud, ghord (plur. ghrourd), pyramidal sand dune, star dune.

## Formes et formation géomorphologiques
Les oghroud s'inscrivent dans la morphologie des ergs (nefoud en Arabie et koum en Asie centrale), immenses champs de dunes continentales qui peuvent s'étendre sur plusieurs dizaines de milliers de kilomètres carrés et qui combinent diverses formes de dunes dans un contexte de climat aride.
La source de sable dépend de la direction du vent et de la topographie, et peut donner naissance à des barkhanes ou à des dunes linéaires (siouf). Si pour les dunes linéaires la direction est oblique par rapport au vent résultant annuel et que le mouvement d'une dune linéaire se fait par allongement, dans le cas du ghourd ou rhoud, il n'y a pas de direction dominante du vent, d'où sa forme étoilée.
Les points de vue des géomorphologues ont divergé pour expliquer cette morphologie particulière en pyramide : A. Tricart y voit l'effet de tourbillons issus du modelé dunaire préexistant et Bagnold explique que les vents de tempêtes ne coïncident pas avec les vents dominants.
Les oghroud peuvent être alignés et former des chaînes ghourdiques. L'alignement peut être particulièrement régulier comme dans le Grand Erg Oriental. Les ghourds sont des dunes relativement fixes - mais pas totalement immobiles. Les arêtes sommitales se déplacent de quelques mètres sans que la base soit affectée.
Les siouf présentent en général une complexité de formes. Le draa (bras en arabe) correspond à un alignement de ghourds (orghoud) jusqu'à plusieurs dizaines de kilomètres selon une direction sans rapport avec la direction du vent. Les draas peuvent parfois être recouverts d'aklé (combinaison de sifs) entre les ghourds.
Sur les cartes géomorphologiques, le figuré représente une sorte d'étoile (pour rappeler la morphologie de ce type de dune).

## Exemples

### Au Sahara
- dans le Grand Erg Occidental
- dans le Grand Erg Oriental : aux environs de Bordj Sif Fatima, les alignements de ghourds sont séparés par des feidjs barrés par des cordons dunaires transversaux - siouf.

### En Asie centrale et Arabie
- dans le désert de Gobi
- dans le désert du Karakoroum
- dans le désert de Badain Jaran : des dunes en étoiles s'élevant jusqu'à 500m.
- dans le désert de Taklamakan (Xinjiang)
- dans le Roub el Khali

### En Australie
- dans le désert de Simpson